# Interleucina 2
A interleucina 2 (IL-2) é uma interleucina que induz a maturação de linfócitos B e maturação de células T. É uma proteína que regula as atividades das células brancas do sangue (leucócitos, frequentemente linfócitos) que são responsáveis pela imunidade. A IL-2 é parte da resposta natural do organismo a infecções microbianas e a fatores externos. IL-2 medeia os seus efeitos por ligação a receptores de IL-2, que são expressos por linfócitos.

O receptor de IL-2 (IL-2R) é uma subunidade que tem uma baixa afinidade ao seu ligante, mas tem a capacidade (quando ligado às subunidades β e Υ) de aumentar sua afinidade em 100 vezes de IL-2R. A heterodimerização do β e Y subunidades de IL-2R é essencial para a sinalização das células T.